# Vrijstaat Pruisen
De vrijstaat Pruisen (Duits Freistaat Preußen) was een deelstaat in Duitsland. Ze werd na het einde van de Eerste Wereldoorlog in 1918 gevormd met de opheffing van het koninkrijk Pruisen, en werd na 1933 beëindigd met de Gleichschaltung van nazi-Duitsland. Het was de grootste Duitse deelstaat tijdens de Weimarrepubliek (1918 - 1933), met ruim 60% van de totale oppervlakte en bevolking. Vrijstaat is een Duitse term voor het Latijnse woord republiek; in Duitsland werd het begrip republiek te veel geassocieerd met toenmalige vijand Frankrijk.
Het gebied van vrijstaat Pruisen bestond uit Oost-Pruisen, Pommeren, Brandenburg, Saksen (Anhalt), Opper-Silezië, Neder-Silezië, Sleeswijk-Holstein, Hannover, Westfalen, de Rijnprovincie (incl. Hohenzollern), Hessen-Nassau, de grensmark Posen-West-Pruisen en de stad Berlijn.

## Geschiedenis

### Na de Eerste Wereldoorlog
De meeste Duitse territoriale verliezen als gevolg van het verliezen van de Eerste Wereldoorlog en de Vrede van Versailles betroffen Pruisisch gebied. 
Het grootste deel verloor Pruisen aan de Polen waaronder de republieken Posen en West-Pruisen en het oostelijke deel van Silezië. Danzig werd onder de leiding van de Volkerenbond geplaatst als de vrije stad Danzig. Deze verliezen zorgden ervoor dat Oost-Pruisen gescheiden werd van de rest van Pruisen en Duitsland. Het gebied was alleen bereikbaar via de Poolse Corridor en over zee. Daarnaast werden de gebieden van Eupen en Malmedy aan België afgestaan, Noord-Sleeswijk aan Denemarken, Memelland aan Litouwen, Hlučínsko aan Tsjecho-Slowakije en het Saargebied werd geannexeerd door de Volkenbond. De Rijnprovincie werd een gedemilitariseerde zone, bezet door Frankrijk.
De vrijstaat behield het grootste gedeelte van het Duitse gebied en bevolking. De regering probeerde eerst het gebied in meer kleinere en meer bestuurbare staten te verdelen, maar uiteindelijk zorgde het traditionalistische sentiment ervoor dat de structuur van Pruisen onveranderd bleef ondanks de territoriale verliezen.

### Democratisch bastion
Het restrictieve Drieklassenkiesrecht werd afgeschaft na de abdicatie van Wilhelm II van Duitsland. Het gevolg daarvan was dat Pruisen een links bolwerk werd. De samenwerking tussen Rood-Berlijn en het geïndustrialiseerde Ruhrgebied zorgde voor een dominantie van linkse politici. Met de Pruisische grondwet van 1920 werd een parlementaire democratie ingevoerd.
Van 1919 tot 1932 werd Pruisen geregeerd door politici van de SPD en de Zentrumspartei. Van 1921 tot 1925 werden er coalities gesloten met de Deutsche Volkspartei. Anders dan in andere staten in het Duitse Rijk kwamen de meeste democratische partijen in Pruisen nooit in gevaar. Alleen in Oost-Pruisen en in sommige geïndustrialiseerde gebieden wist de Nationaalsocialistische Duitse Arbeiderspartij van Adolf Hitler steeds meer invloed en steun te krijgen, vooral onder de middenklasse.
De Oost-Pruisische politicus Otto Braun was minister-president van 1920 tot 1932. Hij voerde een aantal hervormingen door met zijn minister Carl Severing die model stonden voor de latere Bondsrepubliek Duitsland. De Pruisische minister-president kon daarna bijvoorbeeld alleen uit zijn ambt gezet worden als er een positieve meerderheid voor een potentiële opvolger was. Dit concept werd in de grondwet voor de Bondsrepubliek opgenomen en staat bekend als de constructieve motie van wantrouwen. Omdat extreemlinks en extreemrechts geen meerderheid kregen kon de centrumlinkse coalitie voornamelijk door deze regel de macht houden.
In groot contrast tot vroegere regeerders bleef Pruisen als een pijler van democratie in de Weimarrepubliek. De meeste historici beschouwen de Pruisische regering in de periode 1918–1932 als succesvoller dan Duitsland als geheel.

### Pruisische coup
Alles veranderde op 20 juli 1932 met de Preußenschlag Pruisische coup toen de rijkskanselier Franz von Papen de regering van de Vrijstaat Pruisen van Otto Braun naar huis stuurde onder het voorwendsel dat hij de controle van de publieke macht had verloren. De directe aanleiding was een schietpartij tussen de SA en communisten in  Hamburg-Altona bekend als de Altonaer Blutsonntag, waarbij 18 mensen om het leven kwamen. Von Papen benoemde zichzelf tot rijkscommissaris voor Pruisen en nam de macht over van de regering. Dit maakte het voor Adolf Hitler makkelijk om de macht het jaar daarna over te nemen.

### Ontwikkeling van het nazi-regime in Pruisen

Vlag van de Vrijstaat Pruisen van 1933 tot 1947

Wapen van de Vrijstaat Pruisen van 1933 tot 1947

Op 30 januari 1933 werd Adolf Hitler benoemd  als rijkskanselier van Duitsland. Als onderdeel van de benoeming werd Von Papen benoemd als minister-president in Pruisen in aanvulling op de rol van vicekanselier. Bij een amper opgemerkte overeenkomst werd Hitlers hoogste luitenant Hermann Göring minister van Binnenlandse Zaken.
Vier weken later op 27 februari 1933 werd het Rijksdaggebouw in brand gestoken. Op aandringen van Hitler vaardigde president Paul von Hindenburg het Reichstagsbranddecreet uit wat ervoor zorgde dat liberale vrijheden beperkt werden. Zes dagen na de brand, bij de  Reichsdagverkiezing van 5 maart 1933 werd de machtspositie van de NSDAP vergroot, ondanks dat ze niet de absolute meerderheid haalden. Omdat de NSDAP met zijn coalitiepartner de Duitse Nationale Volkspartij een grote meerderheid had in de Rijksdag, was Göring zelf prominent aanwezig bij deze verkiezing. Zijn politie-eenheden sloegen en mishandelden leden van andere partijen, zodat alleen de NSDAP en de Nationalisten ongestoord campagne konden voeren.
De nieuwe Reichstag werd geopend na een mis in de Garnisonkirche in Potsdam op 21 maart 1933 in het bijzijn van president Paul von Hindenburg, die allang geen macht meer had. In een propagandabijeenkomst van Hitler en de NSDAP werd "het huwelijk tussen oud Pruisen en jong Duitsland" gevierd om de Pruisische jonkers, de conservatieven en de nationalisten voor de Machtigingswet te laten stemmen. De wet werd op  23 maart 1933 aangenomen. Dit zorgde ervoor dat Hitler de wettelijke dictatoriale macht kreeg.
Tijdens het bezoek van Von Papen aan Vaticaanstad in april 1933, maakte de NSDAP gebruik van zijn afwezigheid en nam Göring de post van Von Papen in. Met deze zet had Hitler de mogelijkheid om de macht in Duitsland helemaal over te nemen, nu hij de Pruisische regering en politie volledig in zijn macht had. In 1934 waren bijna alle Pruisische ministeries opgegaan in de gelijknamige rijksministeries.

### Ontmanteling van Pruisen
In de nieuw gestichte gecentraliseerde nationaalsocialistische staat, werden via de Wet op de hernieuwde opbouw van het rijk Gesetz über den Neuaufbau des Reiches van 30 januari 1934 en het Reichsstatthaltergesetz (Rijksstadhouderswet) van 30 januari 1935, de staten en provincies van Pruisen feitelijk of zelfs formeel ontbonden door de NSDAP. De regering van de eerder federale staat werd nu bestuurd door rijksstadhouders, die werden aangewezen door de rijkskanselier. Parallel hieraan deelde de partij de organisatie van haar organisatie op in districten, gouwen genaamd, die steeds belangrijker werden. Deze gouwen werden bestuurd door een Gauleiter die ook aangewezen werd door de rijkskanselier. Hitler benoemde zichzelf formeel tot rijksstadhouder van Pruisen maar liet de feitelijke uitvoering van de functie aan Göring over.

### Territoriale veranderingen tijdens nazi-Duitsland
Gedurende de nazitijd onderging Pruisen enkele territoriale reorganisaties. Onder de Groot-Hamburgwet van 1937 gingen gebieden van de provincies Hannover en Sleeswijk-Holstein over naar Hamburg, het gebied van het Hamburgse Geesthacht en de Vrije en Hanzestad Lübeck naar Sleeswijk-Holstein, en het Hamburgse Cuxhaven naar de provincie Hannover. In 1939 vonden gelijksoortige wijzigingen plaats rond Bremen en Bremerhaven en de provincie Hannover. Wilhelmshaven werd van Hannover bij Oldenburg gevoegd. In 1942 werden de territoria van de provincies Saksen en Hannover en Brunswijk gereorganiseerd.
De Pruisische gebieden die bij de Vrede van Versailles aan Polen verloren gingen, werden na de inval in Polen in 1939 weer door het Duitse Rijk geannexeerd. Deze gebieden, de voormalige provincies Posen en West-Pruisen, werden echter niet opnieuw opgenomen in de Vrijstaat Pruisen, maar werden ingericht als aparte Rijksgouwen in het Duitse Rijk.

### Ontmanteling van Pruisen na de Tweede Wereldoorlog
Met het einde van het nationaalsocialistische regime in 1945 werd Duitsland verdeeld in geallieerde bezettingszones en werd de macht overgedragen van al het gebied ten oosten van de Oder-Neissegrens aan Polen en de Sovjet-Unie. Net als  na de Eerste Wereldoorlog betroffen de meeste Duitse gebiedsverliezen Pruisisch gebied. Oost-Pommeren, Silezië en de overige territoria ten oosten van de Oder-Neissegrens gingen naar Polen; het noordelijke gedeelte van Oost-Pruisen inclusief Koningsbergen werd geannexeerd door de Sovjet-Unie. Het verloren gebied besloeg twee vijfde van het Pruisische gebied en een kwart van het Duitse gebied van voor 1938. Tijdens en na de Tweede Wereldoorlog werden tien miljoen Duitsers verdreven uit deze gebieden als onderdeel van de verdrijving van Duitsers na de Tweede Wereldoorlog uit Oost-Europa.
Wat overbleef van Pruisen, besloeg meer dan de helft van het Duitse gebied en drie vijfde van het gebied dat Pruisen had voor 1944. In wet nummer 46 van 25 februari 1947, verklaarde de Geallieerde Controleraad Pruisen formeel als ontbonden. Hoewel de geallieerden de  militaristische geschiedenis van Pruisen als belangrijkste reden gaven voor het ontmantelen van Pruisen zou het laten voortbestaan van Pruisen zeker ook onpraktisch zijn geweest gedurende de daarop volgende Koude Oorlog en de opdeling van Duitsland.

### Ministers-presidenten van de vrijstaat Pruisen
- Friedrich Ebert (9 november 1918 - 11 november 1918) SPD
- Paul Hirsch (11 november 1918 -  27 maart 1920) SPD
- Otto Braun (27 maart 1920 -  21 april 1921) SPD
- Adam Stegerwald (21 april 1921 -  5 november 1921) Deutsche Zentrumspartei
- Otto Braun (tweede termijn) (5 november 1921 -  18 februari 1925) SPD
- Wilhelm Marx (18 februari 1925 -  6 april 1925) Deutsche Zentrumspartei
- Otto Braun (derde termijn) (6 april 1925 - 20 juli 1932) (tijdens de Preußenschlag) / 30 januari 1933 (formeel gekozen) SPD
- de Reichskommissar neemt de positie van minister-president in (20 juli 1932 - 30 januari 1933
- Franz von Papen (30 januari 1933 - 10 april 1933) Onafhankelijk
- Hermann Göring (10 april 1933 - 24 april 1945) NSDAP

## Provincies en territoriale veranderingen

### Gevolgen van de Eerste Wereldoorlog voor de verschillende regio's
- Oost: Het Memelland van Oost-Pruisen werd overgedragen aan Litouwen. Het restant van de Pruisische provincie Silezië dat niet werd overgedragen aan Polen of Tsjecho-Slowakije werd opgedeeld in twee provincies Neder-Silezië en Opper-Silezië in 1919.
- Noord: In de provincie Sleeswijk-Holstein vormden de geallieerden twee provincies Noord-Sleeswijk en Centraal-Sleeswijk op 10 februari en 14 maart 1920. In Noord-Sleeswijk koos 75% voor aansluiting bij Denemarken, 25% wenste onderdeel uit te blijven maken van Duitsland. Het nu Deense gebied werd ingericht in vier nieuwe gemeenten Aabenraa, Haderslev, Sønderborg en Tønder. In Centraal-Sleeswijk was het andersom: hier koos 80% ervoor bij Duitsland te blijven en 20% koos ervoor om bij Denemarken te komen. In Zuid-Sleeswijk vond geen referendum plaats, dit gebied bleef dus Pruisisch.
- West: Het zuidelijke gedeelte van de Rijnprovincie werd onderdeel van het Saarland dat onder de Volkerenbond werd gesteld. Het gebied van Eupen en Malmedy in het westen van de Rijnprovincie werd aan België overgedragen en vormt nu de Duitstalige Gemeenschap.

### Veranderingen tijdens de Weimarrepubliek
In 1920 nam de Pruisische  Landdag de Groot-Berlijnwet aan, waarmee Groot-Berlijn werd gecreëerd en de Pruisische hoofdstad werd uitgebreid met delen van de provincie Brandenburg, waarvan Berlijn in 1881 was afgescheiden. Met de Groot-Berlijnwet werd het gebied van de stad Berlijn dertien keer groter.
De restanten van de provincies  Posen en West-Pruisen werden in 1922 gecombineerd tot een provincie Grensmark Posen-West-Pruisen.

### Veranderingen na de Tweede Wereldoorlog
De provincies van Pruisen werden opgedeeld in de volgende staten:
- Overgedragen aan de Sovjet-Unie: het noordelijke deel van Oost-Pruisen, vandaag de dag bekend als Kaliningrad Oblast, een Russische exclave tussen Polen en Litouwen.
- Overgedragen aan Polen: alles ten oosten van de Oder-Neissegrens inclusief Szczecin, het grootste deel van Silezië, het oostelijke deel van Pommeren, de Neumark in de provincie Brandenburg, de gehele provincie Posen-West-Pruisen en het zuidelijke deel van Oost-Pruisen dat niet aan de Sovjet-Unie werd overgedragen.
- Onder de Sovjet-bezettingszone: de volgende deelstaten werden gevormd na samenvoeging met andere Duitse staten, die in 1952 waren afgeschaft en opnieuw opgericht met de Duitse hereniging in 1990:
  - Brandenburg: uit de provincie Brandenburg;
  - Saksen-Anhalt: uit het grootste gedeelte van de provincie Saksen de rest van de provincie werd onderdeel van de deelstaat Thüringen;
  - Mecklenburg-Voor-Pommeren: het westelijke deel van de provincie Pommeren samen met het Land Mecklenburg;
  - In de deelstaat Saksen kwam het restant van Silezië dat ten westen van de Neisse lag;
- Onder de geallieerde bezettingszone: het restant van Pruisen dat samengevoegde andere Duitse staten die de volgende deelstaten van de Bondsrepubliek zouden worden;
  - Sleeswijk-Holstein uit de provincie Sleeswijk-HolsteinUit onder Brits bestuur;
  - Nedersaksen: uit de provincie Hannover, onder Brits bestuur;
  - Noordrijn-Westfalen uit de provincie Westfalen en het noordelijke deel van de Rijnprovincie onder Brits bestuur;
  - Rijnland-Palts: uit de Rijnprovincie onder Frans bestuur;
  - Hessen uit de provincie Hessen-Nassau onder Amerikaans bestuur;
  - Württemberg-Hohenzollern: uit de provincie Hohenzollern, onder Frans bestuur - deze staat werd samengevoegd met Baden en Württemberg-Baden tot Baden-Württemberg;
- Berlijn werd verdeeld in vier sectoren: een in Oost-Berlijn onder Sovjetheerschappij en drie in West-Berlijn, onder Brits, Frans en Amerikaans bestuur. West-Berlijn werd vanaf 1961 volledig ommuurd door de Berlijnse Muur. Na de Duitse eenwording in 1990 voegde het herenigde Duitsland  de twee helften van Berlijn in 1990 samen tot de deelstaat Berlijn. Een voorstel om Berlijn samen te voegen met de deelstaat Brandenburg werd na een referendum in 1996 afgewezen.